# Brazylijska Partia Komunistyczna
Brazylijska Partia Komunistyczna (port. Partido Comunista Brasileiro, PCB) – partia polityczna działająca w Brazylii.

## Historia
Założona w marcu 1922 roku. Założycielami partii byli dawni aktywiści anarchistyczni. Partia była członkiem Międzynarodówki Komunistycznej. W marcu 1935 roku komuniści sformowali koalicję Aliança Nacional Libertadora (ANL). Do sojuszu dołączyły ugrupowania niekomunistycznej lewicy oraz ruchy liberalne i katolickie. W lipcu 1935 roku ANL została zdelegalizowana. Komuniści rozpoczęli wtedy przygotowania do zbrojnego powstania i siłowego obalenia prezydenta Getúlio Vargasa. Powstanie rozpoczęło się 23 listopada 1935 roku i objęło północno-wschodnią część kraju. Po czterech dniach rebelianci zostali pokonani przez siły rządowe. Porażka powstania rozpoczęła falę antykomunistycznych represji.
W 1945 roku represje ustały. Partia wystartowała w wyborach parlamentarnych w tym samym roku. Przedstawiciele PCB dostali się do obu izb parlamentu. W 1947 roku partia została zdelegalizowana pod naciskiem Stanów Zjednoczonych. Jej działacze dalej działali nie spotykając się z większymi represjami. Komunistom udało się zbudować silną pozycję w związkach zawodowych. W 1962 roku partię opuściła frakcja prochińska i maoistowska (PCB była partią prosowiecką). Rozłamowcy założyli Komunistyczną Partię Brazylii (PCdoB).
W czasie rządów dyktatury wojskowej w latach 1964-1985 ponownie została zepchnięta do podziemia. Jej aktywiści uczestniczyli w działaniach opozycji demokratycznej. W kolejnych latach została zmarginalizowana a większość jej zwolenników poparła Partię Pracujących.